# Instituto de Estudios Gallegos Padre Sarmiento
El Instituto de Estudios Gallegos Padre Sarmiento (IEGPS por sus siglas) es un instituto que forma parte del Consejo Superior de Investigaciones Científicas de España.
Fue fundado en 1944 y, desde entonces, ha sido un centro de gran importancia para la investigación de la cultura y el patrimonio gallego. Sus investigaciones se difunden a través de la revista Cuadernos de Estudios Gallegos, de periodicidad anual -una de las revistas científicas en humanidades más antiguas de Galicia-, y por medio de sus dos colecciones de libros: "Estudios" y "Monografías". 